# Mr. Poorluck Buys Some China
Mr. Poorluck Buys Some China è un cortometraggio muto del 1911 diretto da Lewin Fitzhamon.

## Trama
Mr. Poorluck compera delle porcellane, ma finisce per romperle tutte.

## Produzione
Il film fu prodotto dalla Hepworth.

## Distribuzione
Distribuito dalla Hepworth, il film - un cortometraggio di 92,02 metri - uscì nelle sale cinematografiche britanniche nel febbraio 1911.
Si conoscono pochi dati del film che, prodotto dalla Hepworth, fu distrutto nel 1924 dallo stesso produttore, Cecil M. Hepworth. Fallito, in gravissime difficoltà finanziarie, il produttore pensò in questo modo di poter almeno recuperare il nitrato d'argento della pellicola.